# Hoàng Văn Khánh (cầu thủ bóng đá)
Hoàng Văn Khánh (sinh ngày 5 tháng 4 năm 1995) là một cầu thủ bóng đá người Việt Nam đang thi đấu ở vị trí trung vệ cho câu lạc bộ Sông Lam Nghệ An.

## Thống kê sự nghiệp

### Quốc tế
| Năm  | Trận | Bàn |
| ---- | ---- | --- |
| 2017 | 2    | 0   |
| Tổng | 2    | 0   |

## Bàn thắng quốc tế

### U-23
| #  | Ngày                | Địa điểm                                                 | Đối thủ | Bàn thắng | Kết quả | Giải đấu                                        |
| -- | ------------------- | -------------------------------------------------------- | ------- | --------- | ------- | ----------------------------------------------- |
| 1. | 21 tháng 7 năm 2017 | Sân vận động Thống Nhất, Thành phố Hồ Chí Minh, Việt Nam | Ma Cao  | 6–0       | 8–1     | Vòng loại giải vô địch bóng đá U-23 châu Á 2018 |

## Danh hiệu
Sông Lam Nghệ An
- Cúp quốc gia: 2017

Thép Xanh Nam Định
- V.League 1: 2023–24